# Biblioteca de la Universidad de Alcalá

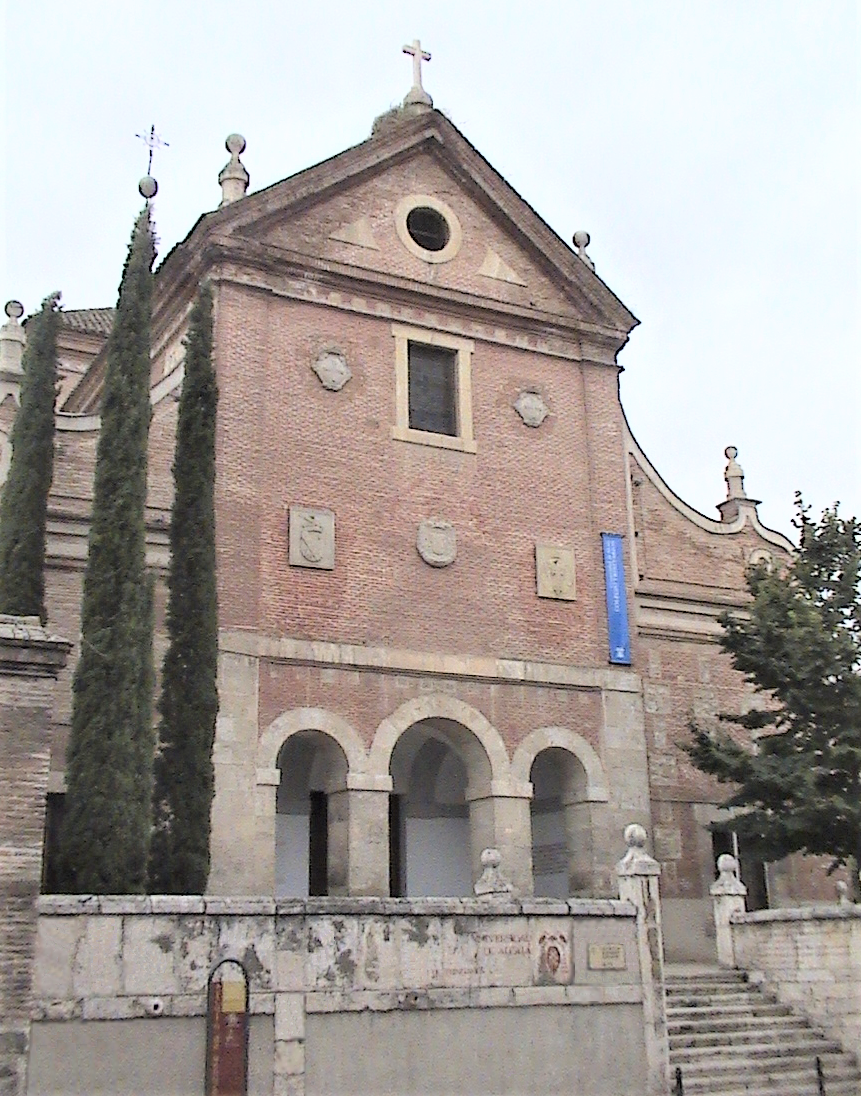
Biblioteca en el edificio Trinitarios.

La Biblioteca de la Universidad de Alcalá (BUAH) es una unidad funcional que gestiona recursos y medios documentales, contenidos en diversos soportes materiales, para el aprendizaje, la docencia, la investigación y la formación continua, así como para apoyar las actividades relacionadas con el funcionamiento y la gestión de la Universidad de Alcalá en su conjunto.

## Estructura
Inicialmente la Biblioteca de la Universidad de Alcalá contaba con 15 puntos de servicios o bibliotecas específicas, repartidas en sus tres campus y dos localidades (Alcalá de Henares y Guadalajara) dotados de 2.988 puestos de lectura, en una superficie total de 13.552 metros cuadrados y 21.941 metros lineales de estanterías.
El 8 de septiembre de 2014 se inauguró el Centro de Recursos para el Aprendizaje y la Investigación (CRAI) tras la rehabilitación y adecuación del antiguo Cuartel del Príncipe. Esta nueva estructura organizativa reúne en sí el contenido de todas las bibliotecas de los campus situados en Alcalá de Henares, a excepción de la Biblioteca del edificio de Trinitarios que se mantiene abierta de forma independiente. Este nuevo centro bibliotecario consta de cinco plantas, 1.200 puestos de lectura y un fondo bibliográfico de 200.000 volúmenes, la mayoría en acceso directo, publicaciones periódicas, proyectos, material audiovisual, etc. Está dedicado principalmente a las áreas temáticas de Arquitectura, Artes, Ciencias Jurídicas, Ciencias Sociales y Humanidades.
La colección bibliográfica total está compuesta por más de medio millón de volúmenes, 6.920 títulos de publicaciones, 63.878 libros electrónicos, 26.450 revistas electrónicas y 77 bases de datos. 
La plantilla la forman 79 funcionarios y personal laboral repartidos: 13 en puestos directivos, 17 bibliotecarios profesionales, y 49 administrativos y personal auxiliar.
En el ámbito de la cooperación forma parte del Consorcio Madroño (Consorcio de Universidades de la Comunidad de Madrid y de la UNED para la Cooperación Bibliotecaria) y de REBIUN (Red de Bibliotecas Universitarias Españolas). Desde 2021 es la sede de la Biblioteca Patrimonial del Instituto Cervantes.

## Instalaciones

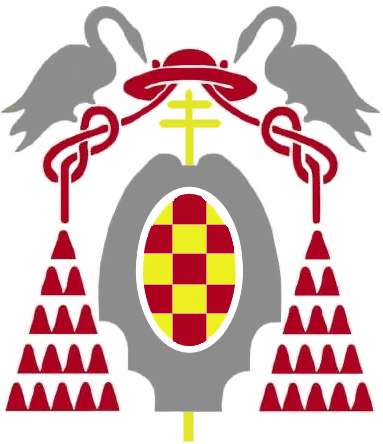
Escudo de la Universidad de Alcalá.

La Biblioteca de la Universidad de Alcalá dispone de 10 sedes, distribuidas en diferentes edificios de Alcalá de Henares y Guadalajara:
- Biblioteca de Ciencias (Facultad de Ciencias. Carretera A2, km 33,6)
- Biblioteca de Educación (Edificio Biblioteca de Educación. Calle Madrid, s/n; Guadalajara)
- Biblioteca de Farmacia (Facultad de Farmacia. Carretera A2, km 33,6)
- Biblioteca de Medicina y Ciencias de la Salud (Facultad de Medicina y Ciencias de la Salud. Carretera A2, km 33,6)
- Biblioteca del Edificio Trinitarios (Antiguo convento de Trinitarios Descalzos. Calle Trinidad, 1)
- Biblioteca del Edificio Multidepartamental (Edificio Multidepartamental. Calle Cifuentes, 28;  Guadalajara)
- Biblioteca Politécnica (Edificio Departamental Politécnico. Carretera A2, km 33,6)
- Centro de Documentación Europea (CRAI. Plaza de San Diego, s/n)
- Centro de Recursos para el Aprendizaje y la Investigación (Edificio "Cisneros". Plaza de San Diego, s/n)[7]
- Sala de estudios de Ciencias Ambientales (Facultad de Ciencias Ambientales. Carretera A2, km 33,6)

## Servicios
La Biblioteca de la Universidad de Alcalá ofrece a los usuarios diversos servicios que permiten el acceso, la provisión y el uso de los recursos documentales propios y externos accesibles por Internet: catálogo automatizado, préstamo, acceso al documento y préstamo interbibliotecario, referencia e información bibliográfica, formación en competencias en información (ALFIN) préstamo de portátiles, etc. 
Las diversas bibliotecas cuentan con salas de lectura, zonas wi-fi, salas de trabajo en grupo, estaciones de trabajo y ordenadores de uso público, máquinas de autopréstamo, buzones de devolución, calculadoras gráficas y diversos medios para la reproducción de documentos. Existen puestos adaptados a diferentes discapacidades, con las ayudas técnicas necesarias. El CRAI de Alcalá está abierto las 24 horas de los 365 días del año.

## Reconocimientos
La Biblioteca ha obtenido el Sello de Excelencia Europea 500+ en 2017, que premia la calidad de la gestión. El Sello ha sido concedido por el Club de Excelencia en Gestión (CEG) y la entidad de certificación Bureau Veritas; además, está convalidado a nivel europeo por la European Foundation for Quality Management (EFQM).